# Cecílio Gomes da Silva
Cecílio Gomes da Silva (Funchal, Ilha da Madeira, 21 de Março de 1923 — Lisboa, 29 de Novembro de 2005), foi um engenheiro silvicultor português.

## Biografia

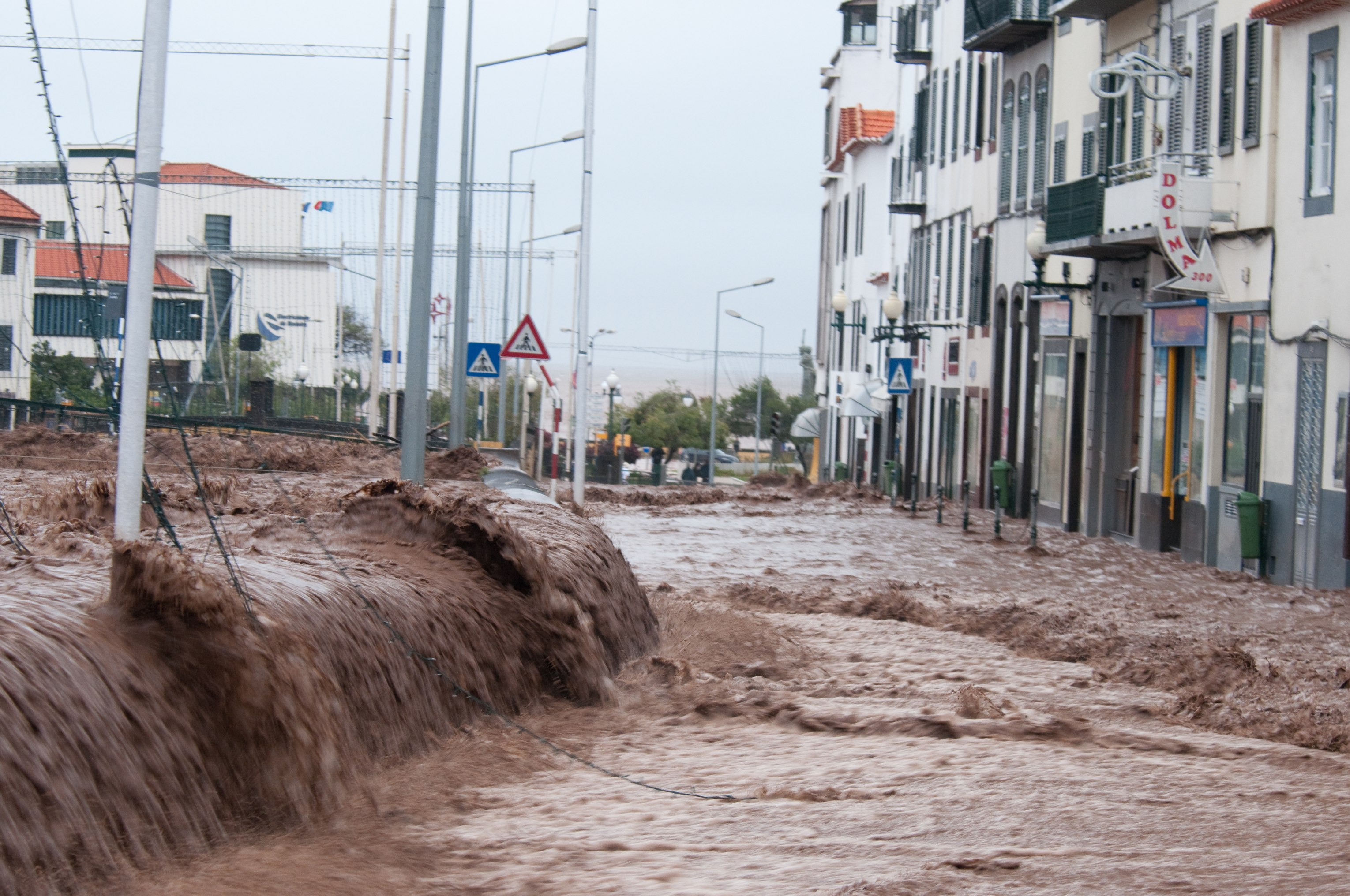
Rua 5 de Outubro, no Funchal, a ser atingida pelas cheias, em 20 de Fevereiro de 2010.

Nasceu em 1923, no concelho do Funchal, na freguesia de São Pedro, filho de José Gomes da Silva e de Maria Capitolina  de Sousa e Silva. Concluiu o Curso Geral dos Liceus no Funchal e a licenciatura em Silvicultura no Instituto Superior de Agronomia da Universidade Técnica de Lisboa.[carece de fontes?]
A sua profissão principal foi como engenheiro silvicultor. Tendo começado a trabalhar para os Serviços Florestais na Madeira, pediu poucos anos depois a transferência para o Continente, pelo que a sua carreira foi desempenhada sobretudo em Portugal Continental. Casou, em 1950, com Maria do Carmo Silva Coelho Gomes da Silva. O casal teve três filhos. Residiu a partir do final da década de 1950 em Lisboa. Nos meses de Verão, conciliando a sua atividade profissional com as férias escolares dos filhos, residia em Vila Nova de Poiares, onde o casal tinha algumas parcelas de terreno.[carece de fontes?]
Em 1981, foi o autor da primeira carta de risco de incêndios florestais em território nacional, documento de grande importância no contexto nacional, e que só foi substituída nos finais de 2003, por uma equipa liderada pelo professor José Miguel Cardoso Pereira, do Instituto Superior de Agronomia.
Ainda no âmbito da sua atividade profissional nos Serviços Florestais, colaborou na elaboração e durante muitos anos envolvido no cumprimento da primeira Lei dos Baldios de 1976 que devolveu os baldios às comunidades locais.[carece de fontes?]
Escreveu com regularidade para a imprensa da Ilha da Madeira, principalmente sobre temas técnicos e científicos, mas igualmente sobre assuntos relacionados com a sociedade e a cultura. Nos princípios da década de 1990, colaborou na revista madeirense Islenha.
Em vários artigos publicados, Cecílio Gomes da Silva atribuiu satiricamente o nome de «Portucalipal»  a Portugal – pois que considerava que o território do país se ia transformando num imenso «estaleiro» de «talhadia de eucalipto». Escreveu sobre fogos florestais, relevando as suas causas e sugerindo medidas de prevenção e combate aos mesmos. Procurou por meio de artigos de opinião publicada, defender alternativas à tendência de destruição da floresta nativa portuguesa.[carece de fontes?] Entre as suas obras destaca-se o artigo Eu tive um sonho, publicado em 1985 no Diário de Notícias do Funchal, onde previu que iria suceder um grande aluvião na área do Funchal. A sua descrição revelou-se muito semelhante ao desastre que atingiu a Ilha da Madeira em 2010.
O seu artigo «Eu tive um sonho», publicado em 1985, no Diário de Notícias do Funchal, sobre a iminência de enxurradas desastrosas nesta cidade, antecipou o que de facto viria a acontecer no Funchal em 2010.[carece de fontes?]
Depois de se aposentar, para além da escrita, fez o projeto de reflorestação da Quinta da Fonte Santa do Banco de Portugal (Saraiva, 1998, p.32) e acompanhou a sua manutenção técnica até ao seu falecimento em Novembro de 2005.[carece de fontes?]
Faleceu em 2005, na cidade de Lisboa.[carece de fontes?] Os seus livros Era assim no Funchal e Viveiros foram publicados após a sua morte, pela editora Textiverso.

## Obras publicadas

### Livros
- O problema dos altos-chãos da Madeira: Floresta ou pastorícia?, Direção Geral dos Assuntos Culturais da Região Autónoma da Madeira, Coleção Cadernos Madeirenses, 1996, ISBN 972-648-109-0.
- Era Assim no Funchal, Editora Textiverso, 2009, 1ª edição ISBN 978-989-8044-16-7 (póstumo)
- Viveiros, Editora Textiverso, 2009 ISBN 978-989-8044-15-0 (póstumo)

### Artigos em jornais e revistas
- Floresta ou fábrica de material lenhoso. Planos de arborização necessários ao equilíbrio biológico, A Capital, 31 de Outubro de 1983
- Floresta e ordenamento do território. Indústria sacrifica os melhores solos, A Capital, 24 de Fevereiro de 1984
- Sucupira e a floresta portuguesa, Expresso, 11 de Agosto de 1984
- Mais um Dia Mundial da Floresta, O Tempo, 29 de Março de 1984
- Mais um Dia Mundial da Floresta, Expresso, 24 de Março de 1984
- Eucaliptus globulus. Exploração desta espécie florestal, O Poiarense, 24 de Julho de 1995
- Eu tive um sonho, Diário de Notícias do Funchal, 13 de Janeiro de 1985
- Os Incêndios na Floresta, Revista Florestal: Revista de divulgação. número 1, 1987. Lisboa: Jerónimo Simões, pp. 8-9
- Atribulações de um contribuinte, O Jornal, 4 de Dezembro de 1987
- Portucaliptal, Expresso, 8 de Abril de 1989
- A relação Água-Árvore e o Balanço Hídrico no Ecossistema Floresta, Islenha, Nº9 Jul.-Dez. 1991, Direção Regional dos Assuntos Culturais da Região Autónoma da Madeira, págs 81 -87
- Andam chamas pelos bosques, Magazine do Jornal de Notícas, Nº 16, 3 de Dezembro de 1994
- Tanta Água Perdida no Mar e que Tanta Falta Faz, Islenha, Nº20 Jan.-Jun. 1997, Direção Regional dos Assuntos Culturais da Região Autónoma da Madeira, págs 103 -117
- Poiares na senda do progresso ou um tratamento forçado de sauna, O Poiarense, 12 de Setembro de 1997
- A Floresta Madeirense Património Mundial. Narrativa de Mistério, Ficção e Realidade, Islenha, Nº27 Jul.-Dez. 1991, Direção Regional dos Assuntos Culturais da Região Autónoma da Madeira, págs 27-39
- Fisiologia: relação água/árvore e balanço hídrico. Ecossistema florestal, Revista Floresta e Ambiente, D. G. do Ambiente (CNEFF), Outubro-Dezembro de 2001
- A Floresta Madeirense Património Mundial. Narrativa de Mistério, Ficção e Realidade- 2ª Parte, Islenha, Nº31 Jul.-Dez. 2002, Direção Regional dos Assuntos Culturais da Região Autónoma da Madeira, págs 131-144
- A Floresta Madeirense Património Mundial. Narrativa de Mistério, Ficção e Realidade-3ªParte, Islenha, Nº34 Janeiro-Junho 1991, Direção Regional dos Assuntos Culturais da Região Autónoma da Madeira,págs 147-157